# Catops morio
Catops morio är en skalbaggsart som först beskrevs av Johan Christian Fabricius 1787.  Catops morio ingår i släktet Catops, och familjen mycelbaggar. Arten är reproducerande i Sverige.